# 바우길
바우길은 강원특별자치도 강릉의 트레일이다. 바우란 강원 방언으로 바위란 뜻이며, 강원도의 산천답게, 자연적이고, 인간친화적인 트레킹 코스를 표방하고 있다. 또, 바우(Bau)는 바빌로니아 신화의 건강의 여신의 이름인데, 이 뜻과도 연계하여 이름을 지었다고 한다. 총 연장 400km로, 강릉바우길 17구간, 대관령바우길, 울트라 바우길, 계곡 바우길, 각각 1구간, 아리바우길 각각 9구간씩 총 29구간으로 이루어져 있다. 모든 코스가 금강소나무 숲 길인 것이 가장 큰 특징이며, 각 코스마다 두드러지는 특징이 있다. 제주 올레길의 영향을 받았다.

## 코스

### 강릉바우길
1. 선자령 풍차길 (12km) : 대관령 신재생에너지전시관 ~ 선자령 ~ 동해 전망대 ~ 신재생에너지전시관
2. 대관령 옛길 (25.4km) : 대관령 하행휴게소 ~ 국사성황당 ~ 옛주막터 ~ 우주선화장실 ~ 보광리 자동차마을 (1코스), 대관령 하행휴게소, ~ 국사성황당 ~ 옛주막터 ~ 우주선화장실 ~ 대관령박물관 (2코스)
3. 어명을 받은 소나무길 (11.7km) : 보광리 자동차마을 ~ 장승쉼터 ~ 어명정 ~ 임도삼거리 ~ 명주군왕릉 ~ 주차장
4. 사천 둑방길 (18.2km) : 명주군왕릉 ~ 3구간 분기점 ~ 해살이마을 ~ 현평교 ~ 운양초등학교 ~ 사천해변공원
5. 바다 호숫길 (16km) : 사천해변공원 ~ 경포인공폭포 ~ 경포대 ~ 허균·허난설헌 기념공원 ~ 강문해변 ~ 강릉항 ~ 솔바람다리
6. 굴산사 가는길 (17km) : 솔바람다리 ~ 남향진교 ~ 성덕초등학교 ~ 중앙시장 ~ 강릉 단오문화관 ~ 모산봉 ~ 장현저수지 ~ 구정면사무소 ~ 학산 오독떼기전수관
7. 풍호연가길 (17.7km) : 학산 오독떼기전수관 ~ 당간지주 ~ 학산3리 마을회관 ~ 금광초등학교 ~ 정감이수변공원 ~ 풍호연꽃밭 ~ 하시동 해안사구 ~ 안인항
8. 산우에 바닷길 (9.3km) : 안인항 ~ 활공장전망대 ~ 방송송신탑 ~ 당집 ~ 183고지 ~ 정동진역
9. 헌화로 산책길 (13.9km) : 정동진역 ~ 모래시계공원 ~ 곰두리연수원 ~ 심곡항 ~ 금진항 ~ 한국여성수련원 ~ 옥계시장
10. 심스테파노길 (11km) : 명주군왕릉 ~ 영동고속도로 강릉휴게소 ~ 솔바위 ~ 법륜사 ~ 전통문화 전승관 ~ 송양초등학교
11. 신사임당길 (16.3km) : 송양초등학교 ~ 죽헌저수지 ~ 오죽헌 ~ 선교장 ~ 시루봉 ~ 경포대 ~ 헌균허난설헌기념공원
12. 주문진 가는길 (12.5km) : 사천해변공원 ~ 영진교 ~ 주문진항 ~ 주문진등대 ~ 소들항 ~ 주문진해변
13. 향호 바람의 길 (15km) : 주문진해변주차장 ~ 부대담장길 ~ 고속도로지하도 ~ 향호저수지 수변로 ~ 향호목장 ~ 향호공원 ~ 주문진해변
14. 초희길 (11km) : 강릉시청 ~ 강릉시외버스터미널 ~ 원대재산림욕장 ~ 임영고개 ~ 소동산봉수대 ~ 춘갑봉 ~ 허균·허난설헌 기념공원 ~ 경포해변
15. 강릉수묵원 가는길 (15km) : 성산면사무소 ~ 버들고개 ~ 강릉 솔향수목원 ~ 대관령 사슴목장 ~ 상아어린이집 ~ 신복사지 삼층석탑 ~ 강릉단오문화관
16. 학이시습지길 (10.5km) : 강릉걷는길안내소 ~ 강릉원주대학교 ~ 죽헌저수지 ~ 오죽헌 ~ 선교장 ~ 허균·허난설헌 기념공원 ~ 강릉원주대학교 홍보관
17. 안반데기 운유길 (6.2km) : 운유촌주차장 ~ 멍에전망대 ~ 피덕령 ~ 옥녀봉 ~ 성황당 ~ 피덕령 ~ 운유촌주차장

### 대관령 바우길
1. 국민의 숲길 (9.8km) : 대관령 하행휴게소 ~ 능경봉입구 ~ 국민의 숲 산림트레킹코스 ~ 잎깔나무 숲길입구 ~ 양떼목장 ~ 대관령 하행휴게소

### 울트라바우길
1. 울트라바우길 (72km) : 금진항 ~ 기마봉 ~ 밤재 ~ 피래산갈림길 ~ 덕우리재 ~ 삽당령 ~ 닭목령 ~ 대관령 ~ 보광리 자동차마을

기존 72km(75km라고 하는 이도 있음)에서 100km로 변경
1. 울트라 바우길(100km)

1구간 금진항→기마봉→밤재→피래산 갈림길→덕우리재
(10.5km)
2구간 덕우리재→남망기봉→임도→공터→백두대간로→
삽당령 (16.3km)
3구간 삽당령→임도→잣나무단지→석두봉→화란봉→닭목령 (14.4km)
4구간 닭목령→마을길→철탑→고루포기산→샘터→능경봉→대관령 (13.8km)
5구간 대관령→동해전망대→선자령→곤신봉 갈림길→샘터→대공산성→술잔바위→산불감시초소→임도길→해살이마을 (22.3km)
6구간
해살이마을→사천항→사천해변→경포대→안목해변(22.7km)

### 계곡바우길
1. 계곡바우길 (20.5km) : 부연약수주차장 ~ 머구재 ~ 마지막민가 ~ 물고수계곡길 ~ 법수치계곡 ~ 잠수교 ~ 팥밭무기교 ~ 합실 ~ 가마소 ~ 무연약수주차장

### 올림픽아리바우길
1. 정선5일장 ~ 나전역 (17.1km)
2. 나전역 ~ 구절리역 (19.6km)
3. 구전역 ~ 배나들리마을 (13.8km)
4. 배나드리마을 ~ 안반데기 (14.6km)
5. 안반데기 ~ 대관령 (11.8km)
6. 강릉 바우길 2구간 (대관령 옛길, 25.4km)
7. 강릉 바우길 3구간 (어명을 받은 소나무길, 11.7km)
8. 강릉 바우길 10구간 (심스테파노길, 11km)
9. 강릉 바우길 11구간 (신사임당길, 16.3km)

## 같이 보기
- 올레길
- 갈맷길
- 둘레길